# Бионвил сир Није
Бионвил сир Није (фр. Bionville-sur-Nied) насеље је и општина у североисточној Француској у региону Лорена, у департману Мозел која припада префектури Буле Мозел.
По подацима из 2011. године у општини је живело 380 становника, а густина насељености је износила 45,08 становника/km². Општина се простире на површини од 8,43 km². Налази се на средњој надморској висини од 216 метара (максималној 329 m, а минималној 212 m).

## Демографија
| 1962. | 1968. | 1975. | 1982. | 1990. | 1999. | 2011. |
| ----- | ----- | ----- | ----- | ----- | ----- | ----- |
| 281   | 292   | 284   | 336   | 375   | 363   | 380   |

График промене броја становника у току последњих година